# Naz-Sciaves
Natz-Schabs tiếng Ý: Naz-Sciaves; tiếng Đức: Natz-Schabs; Archaic (1050 AD): Nouzas, Nouces, Natz e Scouvis, Scoubes, và Schabs) là một đô thị ở tỉnh Bolzano-Bozen trong vùng Trentino-Alto Adige/Südtirol của Ý, có vị trí cách khoảng 90 km về phía đông bắc của thành phố Trento và khoảng 40 km về phía đông bắc của thành phố Bolzano. Tại thời điểm ngày 31 tháng 12 năm 2004, đô thị này có dân số 2.603 người và diện tích là 15.8 km².
Đô thị Natz-Schabs (Naz-Sciaves) có các frazioni (các đơn vị cấp dưới, chủ yếu là các làng) Achia (Aica), Raas (Rasa), và Viums (Fiumes).
Natz-Schabs (Naz-Sciaves) giáp các đô thị: Brixen (Bressanone), Franzensfeste (Fortezza), Lüsen (Luson), Mühlbach (Rio di Pusteria), Rodeneck (Rodengo), và Vahrn (Varna).

## Notes and chú thích
1. ↑  Số liệu thống kê theo Viện thống kê Italia Istat.